# Passiflora quadrangularis
Passiflora quadrangularis (quadrangularis = vierhoekig) heeft de grootste vruchten van alle passiebloemen. De vruchten worden reuzengranadilla of grote markoesa genoemd.
De exacte oorsprong van deze plant is niet bekend, maar aangenomen wordt dat hij uit het noordwesten van Zuid-Amerika stamt. Hij komt onder andere verwilderd voor in Hawaï, Samoa, Fiji en Australië.
De klimplant kan tot 45 m lang worden. De stengels zijn gevleugeld, stevig en vierhoekig (=quadrangularis). De tot 30 cm lange ranken worden in de bladoksels geflankeerd door steunblaadjes. De bladsteel is tot 7 cm lang. De bladeren zijn afwisselend geplaatst, breed, ongelobd, ovaal, gaafrandig 8-25 × 7-15 cm groot en hebben tien tot twaalf zijdelingse nerven aan elke kant van het blad.
De alleenstaande bloemstelen zijn tot 5,3 cm lang. De bloemen, die op een vergrote uitvoering van de bloemen van Passiflora alata lijken, zijn 12-12,5 cm breed en rozig, paars, violet en wit van kleur. De kelkbladeren zijn tot 4,7 × 2,5 cm groot. De kroonbladeren zijn tot 4,7 × 2 cm groot. De corona bestaat uit vijf tot zes rijen, die paars en wit gestreept zijn aan de basis en daarboven witte en violette strepen hebben. De buitenste twee rijen zijn 4-7 cm lang en gegolfd. De binnenste rijen zijn 0,1-0,4 cm lang.
De vruchten zijn rijp lichtgroen, langwerpig-ovaal, 20-30 × 10-15 cm groot en tot 4 kg zwaar. De vrucht heeft een dikke vruchtwand met een vruchtholte, die gevuld is met bleke, wittige pulp met tot 1,25 cm lange, ovaal-afgeplatte, paarsig-bruine zaden daarin. In tegenstelling tot andere passievruchten, is hier niet alleen de pulp eetbaar, maar ook de vruchtwand. De pulp en de vruchtwand zijn echter relatief smaakloos.
De plant wordt onder andere gekweekt voor zijn vruchten op de Caraïben, in Mexico, Peru, Suriname Venezuela en Brazilië, op sommige plekken in Zuid- en Zuidoost-Azië (onder andere Malakka, Sri Lanka, Indonesië en de Filipijnen), in het noorden van Australië (Queensland) en in tropisch Afrika.
Passiflora quadrangularis kan in België en Nederland alleen in de warme kas worden gekweekt, want hij heeft hoge temperaturen en een hoge relatieve luchtvochtigheid nodig. De plant kan worden vermeerderd door zaaien of stekken.
Bekende kruisingen zijn Passiflora ×allardii (Passiflora caerulea 'Constance Elliot' × Passiflora quadrangularis) en Passiflora ×decaisneana (Passiflora alata × Passiflora quadrangularis). Met deze laatste kruising wordt Passiflora quadrangularis vaak verward.

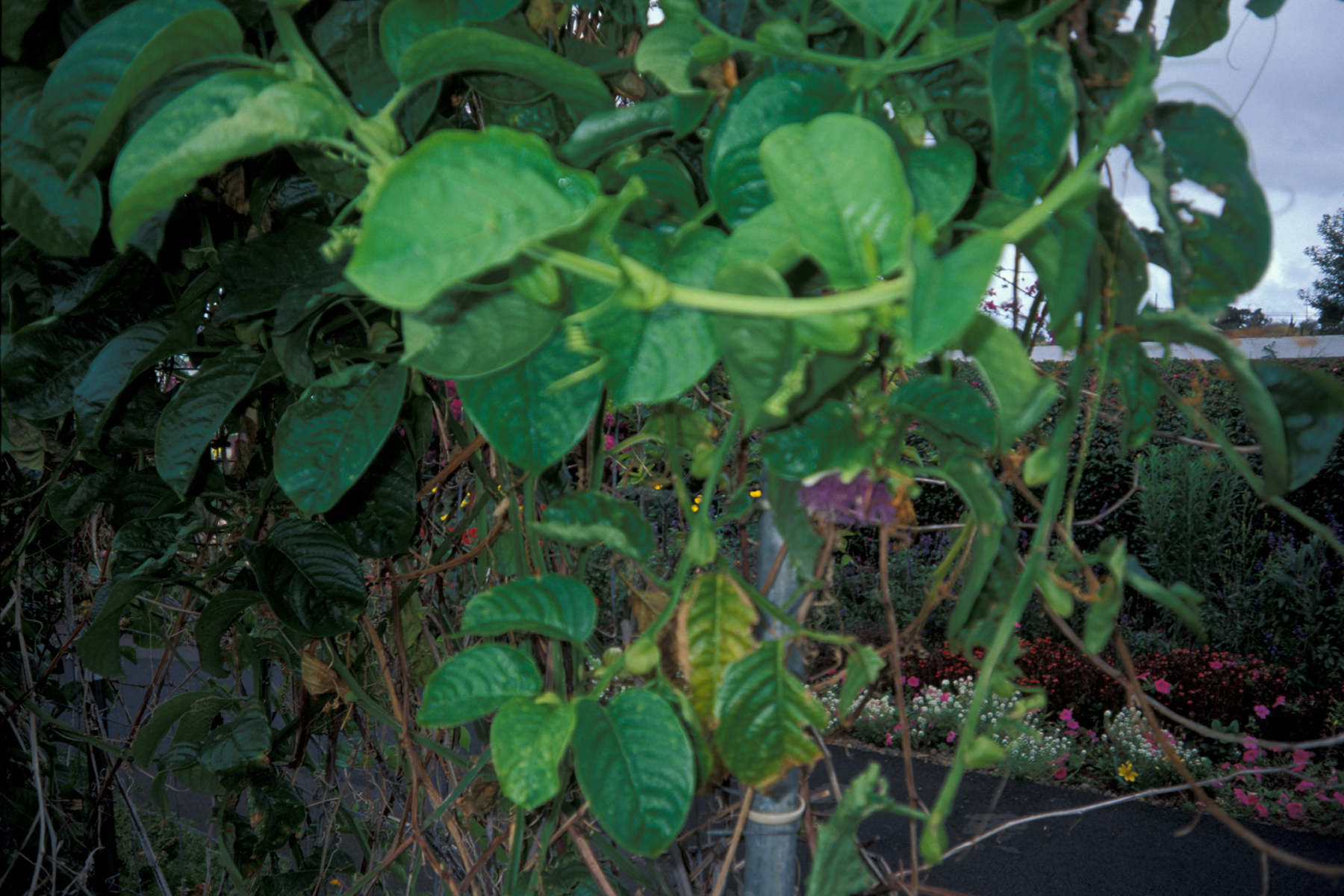
Plant op Hawaï

... · 
P. alata · 
P. aurantia · 
P. biflora · 
P. caerulea (Blauwe passiebloem) · 
P. citrina · 
P. coccinea · 
P. coriacea · 
P. edmundoi · 
P. edulis · 
P. edulis forma edulis · 
P. edulis forma flavicarpa · 
P. foetida · 
P. gibertii · 
P. herbertiana · 
P. incarnata · 
P. jorullensis · 
P. kermesina · 
P. laurifolia · 
P. ligularis · 
P. lindeniana · 
P. loefgrenii · 
P. lutea · 
P. morifolia · 
P. murucuja · 
P. organensis · 
P. picturata · 
P. punctata · 
P. quadrangularis · 
P. racemosa · 
P. rubra · 
P. serratifolia · 
P. suberosa · 
P. subpeltata · 
P. tarminiana · 
P. tulae · 
P. vitifolia · 
P. xishuangbannaensis · 
P. yucatanensis · 
...